# Glasraam
Glasraam verwijst algemeen naar een raamwerk met vensterglas maar veelal wordt een vlak sierglaswerk bedoeld, samengesteld uit stukken glas.
Deze kunnen wit of gekleurd zijn en al dan niet versierd. Glas in lood is één techniek waarbij stukken glas bij elkaar gehouden worden door loden staven. Daarbij kan ook gebruik gemaakt worden van gebrandschilderd glas. Alhoewel glas-in-lood sinds de uitvinding in de middeleeuwen het meest toegepast werd, zijn er ook andere technieken zoals het gebruik van koperlint: de Tiffany-methode genoemd naar de ontwerper Louis Comfort Tiffany. Ook zink wordt gebruikt om stukken glas samen te voegen. Glas in beton kreeg toepassingen vanaf het begin van de 20e eeuw en later werd ook epoxy gebruikt. Bij glas-appliqués wordt glas verlijmd op kunststof.
- Glas in lood
- Gebrandschilderd glas
- Glas in beton
- Glas-appliqué